# Йордан Арсов
Йордан Арсов (на македонска литературна норма: Јордан Арсов) е юрист от Социалистическа република Македония и Република Македония.

## Биография
Арсов е роден в Щип. В 1986 година Арсов е избран за член на Конституционния съд на Социалистическа република Македония. Заема поста до 1994 година, като в периода 1989 – 1994 година е председател на Съда.